# Station Sint-Truiden
Station Sint-Truiden is een spoorwegstation langs spoorlijn 21 (Landen - Hasselt) in Sint-Truiden.
Het station ligt ook langs de voormalige spoorlijn 23 tussen Drieslinter en Tongeren.
Bij de opening van het baanvak Landen - Sint-Truiden in 1839 werd een houten stationsgebouw opgetrokken langs de Tiensesteenweg, op de plaats die in de volksmond nog steeds 'de oude statie' wordt genoemd. In de jaren 1858-1861 bouwde de Aken-Maastrichtse spoorwegmaatschappij, die de lijn toen exploiteerde, op dezelfde plaats een nieuw stationsgebouw, waarvan een afbeelding bestaat op een lithografie door Joseph Hoolans uit 1861. Dit station bleef dienst doen tot in 1882, toen de Grand Central Belge een nieuw stationsgebouw optrok op de huidige locatie. Het werd afgebroken in 1975 en vervangen door het huidige stationsgebouw.
In 2005 werd het station vernieuwd, samen met het stationsplein en de rest van de stationsomgeving. Er kwamen extra fietsenstallingen en het comfort voor de treinreizigers werd verhoogd.
Tussen 2020 en 2021 werden de perrons vernieuwd en verhoogd tot de standaardhoogte van 76 cm, wat de toegankelijkheid sterk verbeterde. Vanaf 2026 wordt een nieuwe onderdoorgang gepland onder de sporen. Hierdoor zal het station volledig autonoom toegankelijk zijn.
Sinds 1 maart 2024 zijn de loketten van dit station enkel in de week geopend tussen 7 en 14.15 uur.

## Treindienst
| Serie       | Treinsoort          | Route                                                                                   | Bijzonderheden             |
| ----------- | ------------------- | --------------------------------------------------------------------------------------- | -------------------------- |
| IC 03       | Intercity (NMBS)    | Genk – Sint-Truiden – Leuven – Brussel-Zuid – Gent-Sint-Pieters – Brugge – Blankenberge |                            |
| P 7300/8300 | Piekuurtrein (NMBS) | Genk – Hasselt – Sint-Truiden – Leuven – Brussel-Zuid                                   | Rijdt alleen op werkdagen. |
| P 7310/8310 | Piekuurtrein (NMBS) | Leuven – Sint-Truiden – Hasselt – Genk                                                  | Rijdt alleen op werkdagen. |

## Fotogalerij

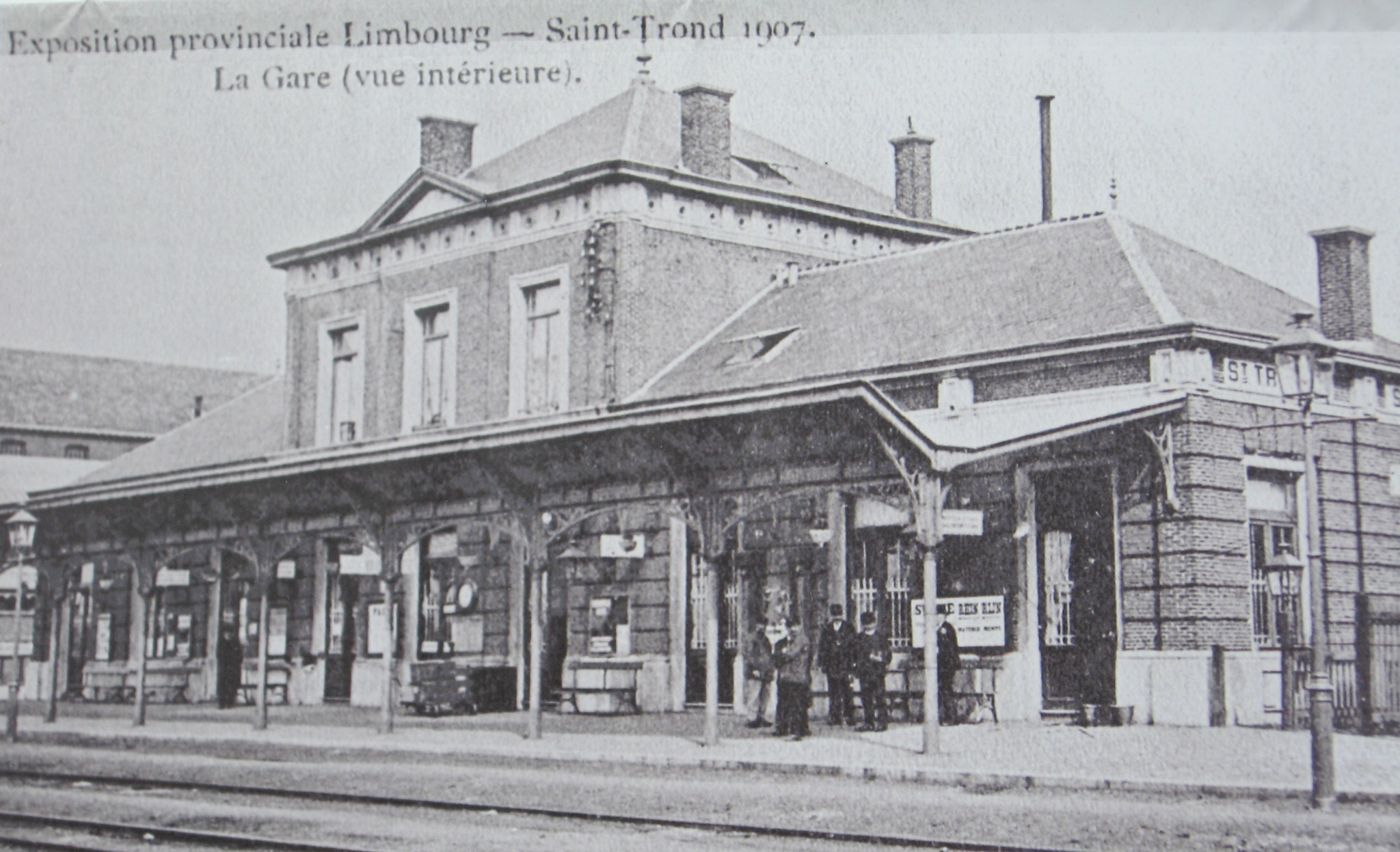
Perronzijde station Sint-Truiden in 1907
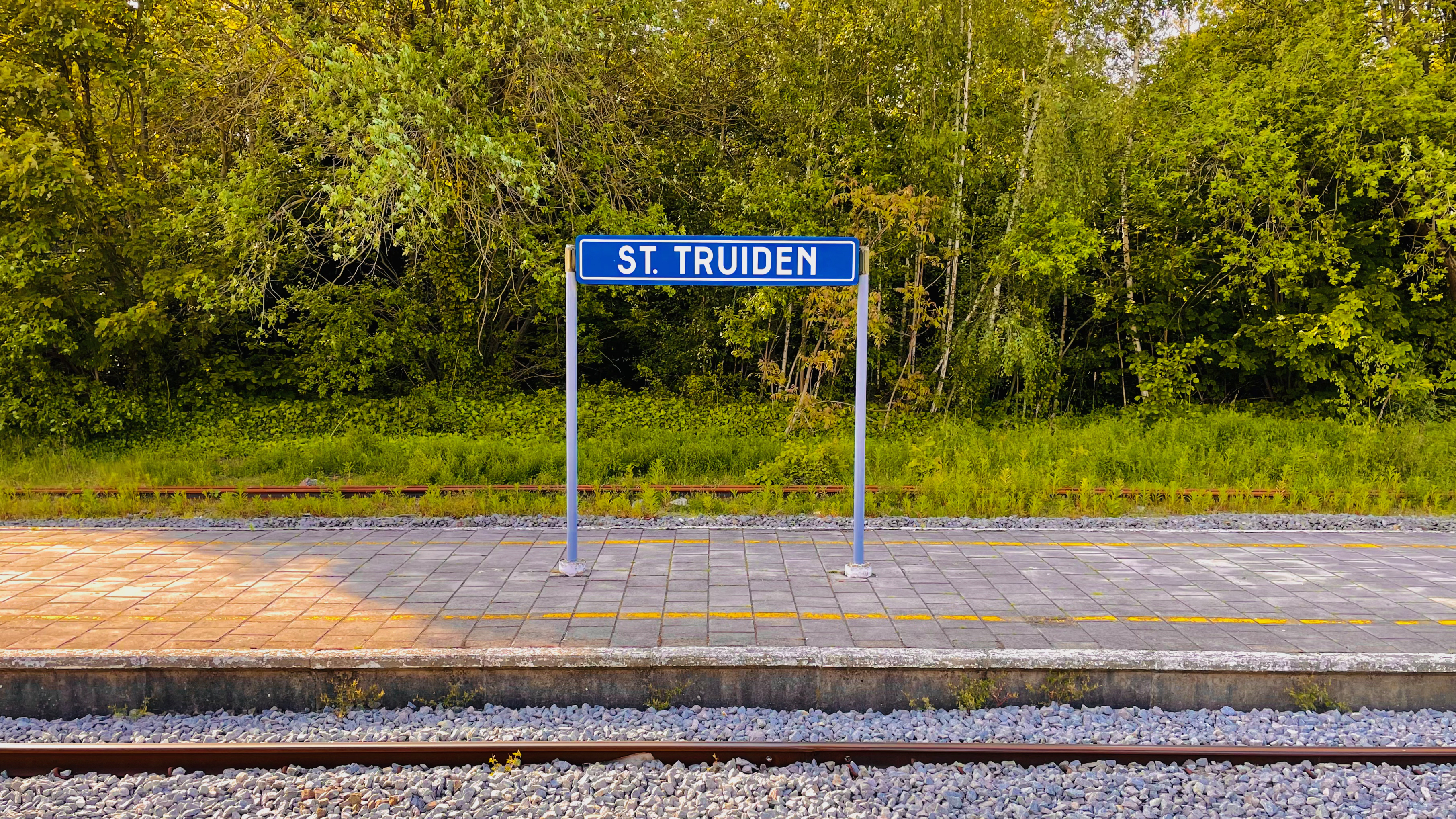
Een plaatsnaambord op een perron
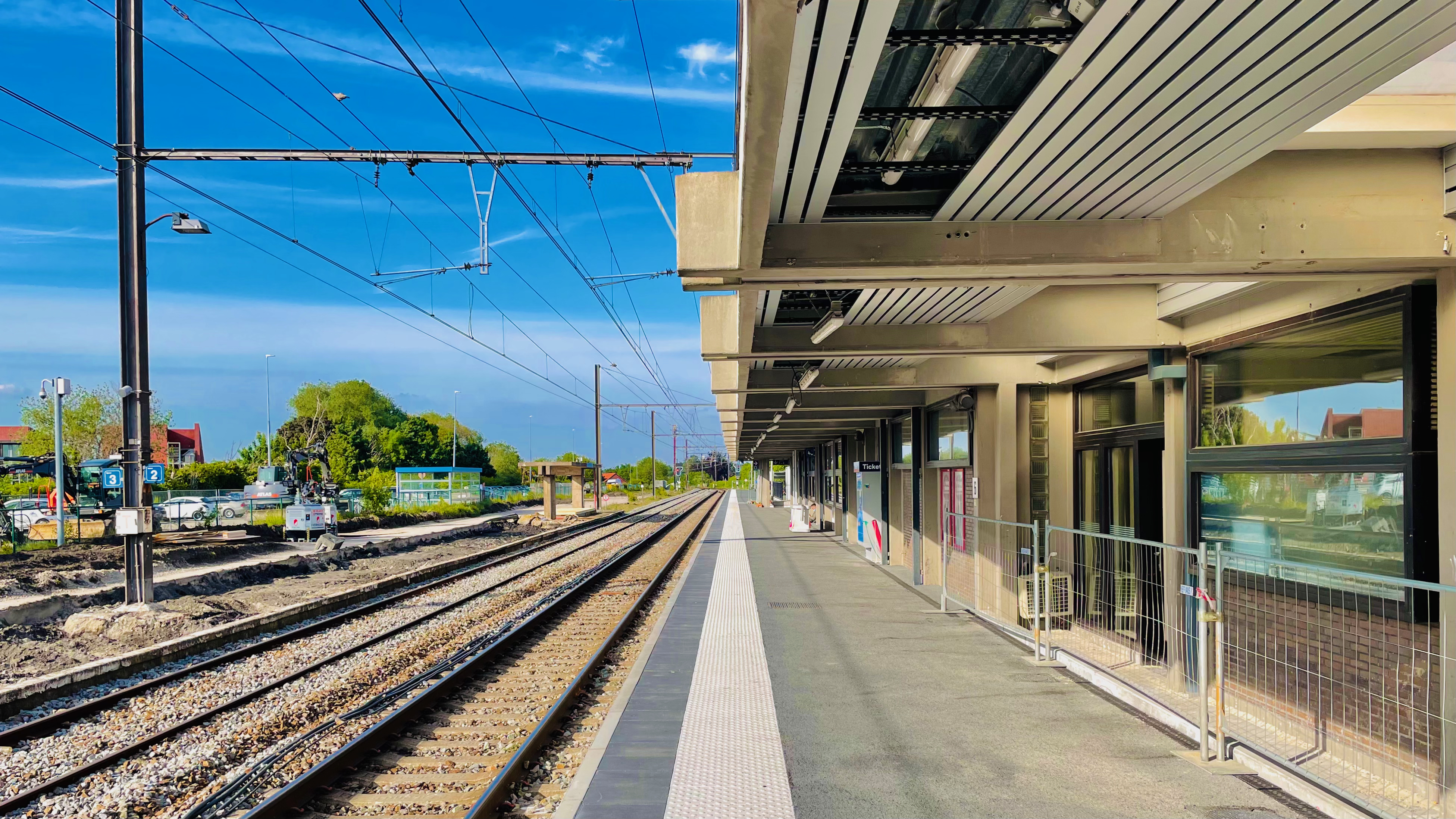
Zicht op de perrons

## Reizigerstellingen
De grafiek en tabel geven het gemiddeld aantal instappende reizigers weer op een week-, zater- en zondag.
| Tabel: aantal instappende reizigers station Sint-Truiden | Tabel: aantal instappende reizigers station Sint-Truiden | Tabel: aantal instappende reizigers station Sint-Truiden | Tabel: aantal instappende reizigers station Sint-Truiden |
|                                                          | Weekdag                                                  | Zaterdag                                                 | Zondag                                                   |
| -------------------------------------------------------- | -------------------------------------------------------- | -------------------------------------------------------- | -------------------------------------------------------- |
| 1977                                                     | 3 433                                                    | 569                                                      | 599                                                      |
| 1978                                                     | 2 541                                                    | 635                                                      | 551                                                      |
| 1979                                                     | 2 542                                                    | 662                                                      | 572                                                      |
| 1980                                                     | 2 795                                                    | 722                                                      | 747                                                      |
| 1981                                                     | 2 371                                                    | 618                                                      | 704                                                      |
| 1982                                                     | 2 816                                                    | 638                                                      | 636                                                      |
| 1983                                                     | 2 572                                                    | 518                                                      | 637                                                      |
| 1984                                                     | 2 297                                                    | 573                                                      | 738                                                      |
| 1985                                                     | 2 343                                                    | 585                                                      | 925                                                      |
| 1986                                                     | 2 131                                                    | 529                                                      | 704                                                      |
| 1987                                                     | 2 262                                                    | 628                                                      | 737                                                      |
| 1988                                                     | 2 126                                                    | 509                                                      | 888                                                      |
| 1989                                                     | 2 059                                                    | 569                                                      | 639                                                      |
| 1990                                                     | 2 411                                                    | 651                                                      | 714                                                      |
| 1991                                                     | 2 351                                                    | 688                                                      | 869                                                      |
| 1992                                                     | 2 349                                                    | 552                                                      | 711                                                      |
| 1993                                                     | 2 121                                                    | 644                                                      | 779                                                      |
| 1994                                                     | 2 147                                                    | 563                                                      | 814                                                      |
| 1995                                                     | 2 051                                                    | 831                                                      | 885                                                      |
| 1996                                                     | 1 974                                                    | 552                                                      | 773                                                      |
| 1997                                                     | 2 089                                                    | 695                                                      | 856                                                      |
| 1998                                                     | 1 719                                                    | 751                                                      | 998                                                      |
| 1999                                                     | 1 892                                                    | 848                                                      | 1 127                                                    |
| 2000                                                     | 2 056                                                    | 907                                                      | 1 059                                                    |
| 2001                                                     | 2 159                                                    | 893                                                      | 1 076                                                    |
| 2002                                                     | 2 143                                                    | 774                                                      | 1 046                                                    |
| 2003                                                     | 2 126                                                    | 852                                                      | 1 058                                                    |
| 2004                                                     | 2 146                                                    | 842                                                      | 932                                                      |
| 2005                                                     | 2 193                                                    | 872                                                      | 980                                                      |
| 2006                                                     | 2 156                                                    | 919                                                      | 1 130                                                    |
| 2007                                                     | 2 362                                                    | 983                                                      | 1 238                                                    |
| 2008                                                     | -                                                        | -                                                        | -                                                        |
| 2009                                                     | 2 346                                                    | 864                                                      | 1 068                                                    |
| 2010                                                     | -                                                        | -                                                        | -                                                        |
| 2011                                                     | -                                                        | -                                                        | -                                                        |
| 2012                                                     | 2 025                                                    | 903                                                      | 1 101                                                    |
| 2013                                                     | 2 133                                                    | 887                                                      | 949                                                      |
| 2014                                                     | 1 640                                                    | 925                                                      | 919                                                      |
| 2015                                                     | 1 459                                                    | 744                                                      | 798                                                      |
| 2016                                                     | 1 345                                                    | 864                                                      | 864                                                      |
| 2017                                                     | 1 606                                                    | 859                                                      | 913                                                      |
| 2018                                                     | 1 526                                                    | 901                                                      | 811                                                      |
| 2019                                                     | 1 545                                                    | 893                                                      | 904                                                      |
| 2020                                                     | 922                                                      | 228                                                      | 284                                                      |
| 2021                                                     | -                                                        | -                                                        | -                                                        |
| 2022                                                     | 1 274                                                    | 891                                                      | 805                                                      |
| 2023                                                     | 1 465                                                    | 708                                                      | 689                                                      |
| 2024                                                     | 1 371                                                    | 285                                                      | 193                                                      |

## Buurtspoorwegen
Behalve een spoorwegknooppunt was Sint-Truiden ook belangrijk knooppunt voor de buurtspoorwegen. Van op het Stationsplein vertrokken tramlijnen in drie richtingen:
- in oostelijke richting via de Stationsstraat naar Oerle (Oreye) en Luik, met in Brustem een vertakking naar Jeuk en Hannuit;
- in noordelijke richting via de Prins-Albertlaan naar Herk-de-Stad;
- in westelijke richting via de stelplaats en de Tiensesteenweg naar Tienen, met in Overhespen een vertakking naar Ezemaal en Geldenaken (Jodoigne).

In totaal waren er dus 5 buurtspoorweglijnen:
- Een elektrische lijn naar Luik via Oerle in provincie Luik
- Naar Jeuk en Hannuit in provincie Luik
- Naar Geldenaken in Waals-Brabant
- Naar Tienen in Vlaams-Brabant (Tijdens de twee wereldoorlogen waren rechtstreekse tramdiensten ingezet tussen Brussel en Luik)
- Naar Herk-de-Stad in Limburg

0,0: Landen ·
2,2: Attenhoven ·
5,4: Velm ·
7,9: Halmaal ·
10,7: Sint-Truiden ·
13,1: Bornedries ·
15,5: Senselberg ·
17,3: Kortenbos ·
20,6: Hendrikstraat ·
22,3: Alken ·
23,9: Sint-Lambrechts-Herk ·
28,6: Hasselt
0,0: Drieslinter ·
4,1: Zoutleeuw ·
7,0: Wilderen ·
9,9: Sint-Truiden ·
12,2: Melveren ·
13,1: Bernissem ·
15,4: Ordingen ·
18,7: Hoepertingen ·
22,0: Rullingen ·
22,6: Borgloon ·
24,3: Kerniel ·
27,3: Jesseren ·
28,9: Piringen ·
33,4: Tongeren